# Falta y Resto
Falta y Resto es una murga del barrio Capurro de Montevideo (Uruguay). Formada en junio de 1980, desde sus inicios marcó una tendencia renovadora en la categoría de murgas y de la mano del músico, publicista y letrista uruguayo Raúl Castro y Hugo Brocos, se identificó como La murga de las cuatro estaciones. Obtuvo dos primeros premios consecutivos entre los años 1988 y  1989.

## Historia
Corrían los últimos años de la dictadura cívico-militar en Uruguay; Falta y Resto encontró la manera de expresar lo censurable en muy pocas palabras, arrancando el inolvidable aplauso del público.
Poseedora de un marcado perfil renovador, La Falta irrumpió en el carnaval de su país para dotarlo de nuevas ideas. Sus textos, su forma de interpretación y fundamentalmente su puesta en escena, la llevaron a encaramarse rápidamente en la categoría. Su discografía le otorgaron discos de oro y de platino. Surgida en Capurrro, Falta y Resto recorrió muy pronto toda su ciudad y terminaron siendo reconocidos por todo Uruguay. Ha sido aclamada en Argentina, Brasil y toda Europa. Representó al Carnaval uruguayo en Curaçao (isla del Caribe), donde se realizó la Convención de la Federación de ciudades Carnavalescas Europeas (F.E.C.C.). Como fiel representante de la categoría de murgas uruguayas, Falta y Resto ha dejado estampados en el Carnaval temas como «El couplet de la gente», «Pepe Revolución»,  «El Éxodo» y «La Retirada de la Adolescencia» de 1992, son algunos de sus principales éxitos.  Han participado en discos de grandes artistas tantos de Uruguay y de Argentina, como Bersuit Vergarabat, Jaime Roos, Canario Luna, Jorge Lazaroff, La Vela Puerca y José Carbajal.

## Posiciones
- Posiciones obtenidas en el concurso oficial desde 1985 hasta la actualidad:

| 1981 | 1982 | 1983 | 1984 | 1985 | 1986 | 1987 | 1988 | 1989 | 1990 | 1991 | 1992 | 1993 | 1994 | 1995 | 1996 | 1997 | 1998 | 1999 | 2000 |
| ---- | ---- | ---- | ---- | ---- | ---- | ---- | ---- | ---- | ---- | ---- | ---- | ---- | ---- | ---- | ---- | ---- | ---- | ---- | ---- |
| -    | -    | -    | 7º   | 10º  | 6º   | 3º   | 1º   | 1º   | -    | -    | 2º   | 11º  | 5º   | 15º  | 14º  | 17º  | 8º   | 5º   | 12º  |

| 2001 | 2002 | 2003 | 2004 | 2005 | 2006 | 2007 | 2008 | 2009 | 2010 | 2011 | 2012 | 2013 | 2014 | 2015 | 2016 | 2017 | 2018 | 2019 | 2020 |
| ---- | ---- | ---- | ---- | ---- | ---- | ---- | ---- | ---- | ---- | ---- | ---- | ---- | ---- | ---- | ---- | ---- | ---- | ---- | ---- |
| 2º   | 5º   | 9º   | -    | 9º   | -    | 6º   | -    | -    | -    | 7º   | 9º   | 10º  | 12º  | 9º   | 14º  | -    | 13º  | -    | -    |

| 2021 | 2022 | 2023 | 2024 | 2025 |
| ---- | ---- | ---- | ---- | ---- |
| -    | -    | -    | -    | -    |

     Sin Información.
     No participó.
     Obtuvo el 1er Premio.
     No accedió a la liguilla.
     No se realizó el concurso oficial de carnaval debido a la pandemia de COVID-19.

## Discografía
- 1981, Falta y Resto                (Sondor)
- 1982, Canto de barrio en barrio    (Sondor)
- 1983, Murga LA...                  (Sondor)
- 1984, 1811                         (Sondor)
- 1985, Alerta                        (Sondor )
- 1987, Escenarios                   (Orfeo )
- 1988, Como en el 30, gana la gente (Sondor)
- 1988, Los Cuples del Canario        (Sondor)
- 1990, Rasca la cáscara             (Orfeo)
- 1991, Antología                    (Bizarro Records)
- 1992, Dale alegría a mi corazón
- 1993, Cuentos cantados
- 1995, Truco                        (Orfeo)
- 1996, A los hinchas de la murga    (Orfeo)
- 1997, Cien años de murga           (Montevideo Music Group)
- 2001, Falta y Resto - Lo Mejor       (Sondor)
- 2001, Falta y resto 2001           (Montevideo Music Group)
- 2002, Gol uruguayo                 (Montevideo Music Group)
- 2007, Amor Río Platense            (Montevideo Music Group)
- 2010, Falta y Resto 30 años       (Montevideo Music Group)
- 2013, Inéditas vol.1               (Montevideo Music Group)